# Elección municipal de San Miguel de 2012
La elección municipal de San Miguel de 2012 se llevó a cabo el día 11 de marzo de 2012, en esta elección se eligió al alcalde de San Miguel en El Salvador para el período de los años 2012-2015 y a su concejo municipal. El resultado de la elección fue la victoria del candidato Will Salgado del partido GANA, su cuarta reelección consecutiva, ya que gobernó el municipio desde el año 2000.